# 배곧중학교
배곧중학교(배곧中學校)는 대한민국 경기도 시흥시 배곧동에 있는 공립 중학교이다.

## 학교 연혁
- 2015년 8월 17일 : 배곧중학교 설립인가(일반 26학급, 특수 2학급)
- 2015년 8월 18일 : 배곧중학교 개교 (5학급)
- 2015년 8월 18일 : 초대 이애영 교장 취임
- 2016년 2월 4일 : 제1회 졸업식 (30명)
- 2016년 3월 2일 : 제1회 입학식(5학급 146명) 총 10학급
- 2018년 3월 1일 : 배곧 초중고연계 혁신학교 클러스터 지정교(~ 2022.02.28)
- 2023년 1월 5일 : 제8회 졸업식(14학급 427명 졸업)
- 2023년 3월 1일 : 제3대 김진일 교장 취임
- 2023년 3월 2일 : 제8회 입학식(14학급 475명) 총 45학급

## 참고 자료
- 배곧중학교 - 한국교육학술정보원 학교알리미